# Nicholas Durocher
Nicholas Durocher ist ein kanadischer Musiker, Sänger und Liedermacher. Er stammt aus der Stadt Ottawa und singt sowohl auf Englisch wie auch auf Französisch. Unter dem Künstlernamen TALK gelang ihm 2021 der Durchbruch mit dem Lied Run away to Mars. Er steht beim Musikvertrieb Capitol Records unter Vertrag. Dort veröffentlichte er auch 2023 sein erstes Studioalbum unter dem Titel Lord of the Flies & Birds & Bees.